# テレビまんが主題歌のあゆみシリーズ
『テレビまんが主題歌のあゆみシリーズ』（テレビまんがしゅだいかのあゆみシリーズ）は、日本コロムビアからリリースされているアニメソングのコンピレーション・アルバムである。2011年現在、第6集までリリースされている。キャッチコピーは「今よみがえる 懐かしのヒーローたち」

## 概要
- コロムビアからリリースされたアニメソングのA面曲（オープニングテーマ）[1][2]を年代順に収録している。
  - 1960年代から80年代には、実写作品である特撮番組や児童向けドラマも広義の「テレビまんが」に含められることがあったが[3]、本シリーズおよび後述の派生シリーズは、元々の定義である「テレビアニメ番組」に限定している。
- 1976年10月1日にLP4枚組で、「オリジナル原盤による テレビまんが主題歌のあゆみ」としてリリースされ、1978年に、第2弾として「続・テレビまんが主題歌のあゆみ」、1979年に第3弾として、「続々・テレビまんが主題歌のあゆみ」がリリースされた[4]。
- 1987年に再構成され、第1集から第3集までがCDとしてリリース。その後1989年に第4集、1996年に第5集、1998年に第6集がリリースされた。
- 2005年12月21日に第1集から第3集がデジタル・リマスター仕様で低価格で再発売され、続く2006年4月19日には第4集から第6集がデジタル・リマスター仕様で低価格で再発売された。
- 歌詞カードには歌詞の他、各作品の放送期間[5]、総本数[6][7]、スタッフ、メイン・キャストが記されている。
- 主題歌が複数回変更された作品は、原則として初代の主題歌のみの収録だが[8][9]、新たなシリーズとしてリニューアル、もしくはリメイク版が制作された作品は、そちらのほうの主題歌も収録されている[10]。
- 姉妹作として、B面曲（基本的にエンディングテーマ）を集めた、「テレビまんが懐かしのB面コレクションシリーズ」、TVサイズヴァージョンのみを集めた「TVサイズ テレビまんが主題歌のあゆみ」などもリリースされている。
- シングル盤A面の2曲目（『マジンガーZ』の「Zのテーマ」など）は、本シリーズにもB面コレクションシリーズにも収録されていない。
- 同じ日本コロムビアのリリース曲でも、学芸部が担当発売した楽曲（演歌・歌謡曲歌手やアイドル・フォークシンガーなどが歌唱した場合を含む）のみで固められており、それ以外の部署（歌謡曲・ポップス担当部署[11]や、それらが担当した芸能事務所や歌手本人が権利を所有する外部原盤など）が担当発売したアニメ主題歌（学芸部所属歌手でも歌謡曲扱いでリリースした場合を含む）は基本的に未収録[注釈 1]である。

## 作品
収録曲などは当該項を参照。
| シリーズ | リリース       | タイトル                               | 規格 | 販売生産番号                          |
| 第1集    | 1987年2月21日  | テレビまんが主題歌のあゆみ             | 2CD  | 56CC-1391～2 COCX-33498～9（再発盤）  |
| 第2集    | 1987年6月21日  | 続・テレビまんが主題歌のあゆみ         | 2CD  | 56CC-1633～4 COCX-33500～1（再発盤）  |
| 第3集    | 1987年10月21日 | 続々・テレビまんが主題歌のあゆみ       | 2CD  | 56CC-1878～9 COCX-33502～3（再発盤）  |
| 第4集    | 1989年12月21日 | 続々々・テレビまんが主題歌のあゆみ     | 2CD  | CC-4429～30 COCX-33633～4（再発盤）   |
| 第5集    | 1996年2月21日  | 続々々々・テレビまんが主題歌のあゆみ   | 2CD  | COCC-13203～4 COCX-33635～6（再発盤） |
| 第6集    | 1998年1月21日  | 続々々々々・テレビまんが主題歌のあゆみ | 2CD  | COCC-14781～2 COCX-33637～8（再発盤） |